# شهرستان شیروان
شهرستان شیروان یکی از شهرستان‌ های استان خراسان شمالی در شمال شرق ایران است. جمعیت این شهرستان در سال ۱۳۹۵، ۱۴۶۱۴۰ نفر بوده است. شهرستان شیروان ۳۷۸۹ کیلومتر مربع وسعت دارد.
شیروان مرکز شهرستان شیروان و دومین شهر بزرگ و مهم استان خراسان شمالی است. جمعیت این شهر در سرشماری سال ۱۳۸۵ مرکز آمار ایران برابر با ۸۲٬۷۹۰ نفر بوده است که این جمعیت شامل ۲۰٬۸۷۸ خانوار می‌شود.

## جغرافیا

کوهستانی در شهرستان شیروان و نزدیکی مرز ترکمنستان

روستای بلقان سفلی در شهرستان شیروان

شهرستان شیروان ۳۷۸۹ کیلومتر مربع وسعت دارد و از شمال به کشور ترکمنستان، از جنوب به شهرستان اسفراین، از شرق به شهرستان فاروج و از غرب به شهرستان بجنورد محدود می‌شود.
مرکز آن شهر شیروان است. شیروان از شهرهای مرتفع استان خراسان شمالی است که در درهٔ رود مرزی اترک مابین کوه‌های کپه‌داغ و آلاداغ جای گرفته است. شیروان دارای آب و هوای نسبتاً سرد در زمستان و گرم و معتدل در تابستان می‌باشد. این شهرستان در سال ۱۳۸۵، تعداد ۱۶۴ هزار نفر جمعیت داشته است.

### آبشار اسطرخی
آبشار اسطرخی از بلندترین آبشارهای منطقهٔ شیروان است. طول این آبشار به ۲۰ متر می‌رسد. این آبشار در ۴۰ کیلومتری جنوب شهر شیروان، در دامنه‌های شمالی رشته‌کوه شاه‌جهان قرار دارد. در مسیر دسترسی به این آبشار، غار گلیان نیز از جاذبه‌های طبیعی این منطقه محسوب می‌شود. در حد فاصل سرچشمه و آبشار اسطرخی تک درخت کهن و تنومندی از نوع سرو کوهی وجود دارد که سن آن به ۶۰۰ سال می‌رسد.

## تقسیمات کشوری
شهرستان شیروان به سه بخش (بخش مرکزی، بخش سرحد، بخش قوشخانه) تقسیم می‌شود.
- بخش مرکزی شهرستان شیروان
  - دهستان حومه (به مرکزیت الله‌آباد)
  - دهستان زوارم
  - دهستان سیوکانلو
  - دهستان گلیان

شهرها: شیروان، زیارت
- بخش سرحد
  - دهستان تکمران
  - دهستان جیرستان

شهرها: لوجلی
- بخش قوشخانه
  - دهستان قوشخانه بالا
  - دهستان قوشخانه پایین

شهرها: قوشخانه

## پیشینه
در ایران معمولاً شهرها و آبادی‌های قدیم را به پهلوانان و شهریاران نسبت می‌دهند، مثلاً بجنورد را به بیژن و شیروان را به انوشیروان نسبت می‌دهند. نام شیروان منسوب به نقش شیری است که شکل و شمایل آن در دامنه شمالی کوه آغزی‌قاپاقلی که در امتداد شرقی کوه قراول چینگه قرار دارد مشاهده می‌گردد. این دو کوه در نزدیکی و جنوب شهر شیروان واقع و کلاً به «شیر کوه» نیز معروف شده پاست. سنگهای تشکیل دهنده شکل شیر با دیگر سنگهای کوه آغزی‌قاپاقلی، از نظر جنس، نوع و رنگ متفاوت است و هر بیننده‌ای این وجه تمایز «شکل شیر» را به وضوح مشاهده می‌کند.
همچنین نام شیروان منسوب به شیربانانی بوده که در قرون گذشته در جنگل‌های منطقه شیروان به شکار و نگهداری شیر اشتغال داشته‌اند.
شیروان روزگاری پایتخت قوم پارت بوده است. دیاکونوف محقق و نویسنده روسی معتقد است اولین امپراتوری مقتدر پارتها به‌نام کوشانیان در شیروان به‌وجود آمده است. ایزدو خاراکسی و استرابون از مورخین و جغرافی‌دانان یونان محل زندگی و حکومت امپراتوری پارت را در درّه رود اترک در شیروان ذکر کرده‌اند.
شیروان در زمان اشکانیان در زمره قلمرو آنان قرار داشته و وجود گورهای زرتشتی و آثار تاریخی در نقاط گوناگون ناحیه شیروان، نه‌تنها بر شناخت رویدادهای تاریخی شیروان در پیش از تاریخ کمک می‌نماید، بلکه آبادی و اهمیت این شهر را در آن زمان نشان می‌دهد. شهرهای خراسان، از جمله شیروان، بین سال‌های ۳۱ و ۳۲ هـ. ق، در روزگار خلافت عثمان، به‌دست مسلمانان افتاد. در زمان حکومت طاهریان، صفاریان و سامانیان، شیروان یکی از آبادی‌های پرجمعیت و آباد بوده است. سلطان محمود غزنوی در بازگشت از هندوستان از مسیر راه مشهد - شیروان، یک شبانه‌روز در روستاهای دهستان گلیان اردو زده است؛ به‌طوری که این محل را تخت سلطان محمود نیز می‌نامند. مغولان در ۶۱۸ هـ. ق، شهرهای خراسان، از جمله شیروان را گشودند و به کشتار و چپاول پرداختند. شیروان در ۸۷۴ هـ. ق، به دست تیمور لنگ افتاد. هم‌اکنون مقبره‌ای نیز منسوب به تیمور لنگ، واقع در روستای زیارت وجود دارد.
شیروان در زمان صفویه از اعتبار و اهمیت ویژه‌ای برخوردار شد و در زمان شاه عباس بزرگ بیش از چهل‌هزار خانوار از کردهای جنگجو عمدتاً از نواحی شرقی آناتولی به این ناحیه کوچ کرده و در اینجا مستقر شدند. شاه عباس صفوی چند بار، از جمله در ۱۰۰۷ هـ. ق، به خراسان که مورد تاخت و تاز مردمان گوناگون بود و همچنین به شیروان سفر کرده است. نادرشاه افشار در ۲۴ شوال ۱۱۴۸ هـ. ق، به پادشاهی رسید و رضاقلی میرزا، پسرش را فرمانروای خراسان از جمله شیروان کرد. شیروان یکی از شهرهای مهم در دوره نادرشاه افشار به‌حساب می‌آمده است.
در ۱۲۱۰ هـ. ق، آقامحمدخان قاجار هنگام رفتن به مشهد، از شیروان گذشت و امیر گونه خان، حاکم شیروان نسبت به وی اعلام وفاداری کرد. در روزگار محمد شاه قاجار، شیروان یکی از نواحی مهم درگیری‌های حاکمان محلی بود. ناصرالدین شاه قاجار، دو بار در سال‌های ۱۲۸۴ و ۱۳۰۰ هـ. ق، به خراسان سفر و از شیروان نیز دیدن کرد.
زبان تاتی هم امروزه در بسیاری از روستاهای پیرامون شیروان مانند برزل‌آباد، برزلی و دهستان گلیان رواج دارد.
در بعضی از قباله‌ها و اسناد قدیمی، بجنورد، مانه و سملقان و حتی اسفراین را از توابع جلیان (گلیان) شیروان عنوان کرده‌اند (مطلع‌الشمس).

#### اقوام، فرهنگ و آثار تاریخی
- چهارطاقی تیموری
- تپه ارگ باستانی متعلق به دوران ساسانیان
- غارهای دستکند «هنامه» از اولین نمونه‌های خانه‌های انسان‌های اولیه
- گمرک‌تپه برزل‌آباد تا روستاهای قوچان
- قلعه سارار (اسرار) مشهدطرقی (۱۸ کیلومتری جنوب غرب شیروان)

## مکان‌های زیارتی و تفریحی
• حمام روستای پیرشهید
- مقبره حضرت زکریا
- الله‌آباد علیا
- بهشت گمشده (روستای گرماب)
- امامزاده حمزه رضا
- امام زاده محمدرضا مشهد طرقی
- کوهستان پارک شیرکوه
- ییلاق گلیان
- آبشار استرخی
- منطقه حفاظت شده گلول وسرانی
- زوارم

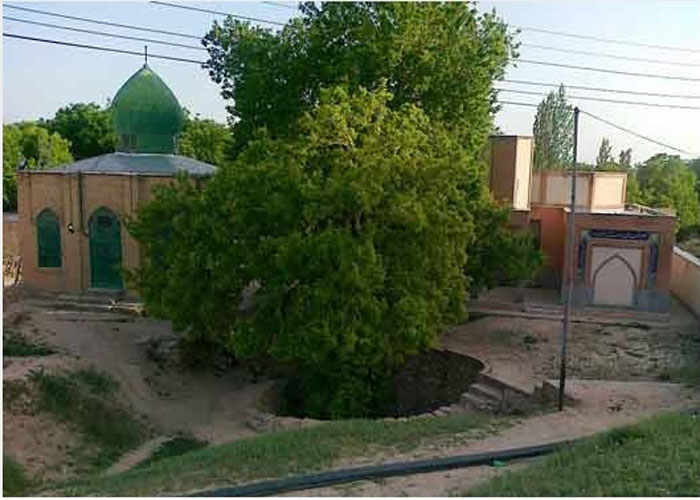
امامزاده قاسم الحسینی روستای فجرآباد ارسال از علی اکبرزاده

- امامزاده قاسم الحسینی روستای خادمی
- سدهای بارزو و شورک
- کوه شاهجهان از رشته کوه آلاداغ
- کوه کپه داغ
- چلو (روستا)
- ییلاق اوغاز
- غار کافر قلعه
- غار پوستین دوز
- کوه‌های آلخاص (واقع در مرز ترکمنستان)
- ترناو (چشمه‌ای دائمی با آب بسیار گوارا
- تپه کمرک
- تپه برزل‌آباد (تات)
- تفتازان

## ورزش‌های محبوب
- کشتی چوخه: کشتی برای ایرانیان نه یک مبارزه برای غلبه بلکه تلاش و ورزش بدنی بوده که همراه با شهامت و شجاعت بوده است ونام پهلوان برای مردم ارزش فرهنگی ممتازی داشته است. نام این کشتی قبلاً کشنی کردی بوده که در فصل‌هایی به‌خصوص زمستان و بهار و مراسمی خاص از جمله عروسی انجام می‌شده و در چند دهه اخیر به لحاظ لباس چوخا که هنگام کشتی به تن می‌کنند به مرور نام آن به کشتی چوخه تغییر پیدا کرده است. مسابقات این ورزش در سال ۱۳۴۲ برای اولین بار با حمایت «منوچهر لطیف» در شهر شیروان برگزار شد. همچنین عیسی خان پهلوان اوغازعلی اکبر پهلوان بوده‌اند.

## غذاهای محلی
- قتلمه
- چلپه
- اگنجه
- شیرمال
- ساج نونه
- فطیر
- قاق
- چریش لی فطیر
- جزلق لی فطیر
- کلوچه برنجی
- چزمه
- قوتاب
- یخنه پلو
- آبگوشت
- سمسمه
- دیمه دنی
- قیش
- کچه (کاچی)
- نون قاتق
- پی او
- درشوگرم
- آش رشته
- یارمه
- مسدوه
- شیره داغ
- تلخان
- آش قلیه
- دفکلی خوشمزه
- فطیر مسکه
- زرکله آش

## دانشگاه‌ها
- مجتمع آموزش عالی شیروان
- مجتمع آموزش عالی سلامت شیروان
- مرکز علمی کاربردی شهرستان شیروان
- دانشگاه آزاد شیروان
- دانشکده فنی پروفسور حسابی
- دانشگاه پیام نور
- آموزشکده فنی و حرفه‌ای سما
- دانشگاه غیرانتفاعی علم و ادب نوین شیروان
- دانشکده کشاورزی دانشگاه فردوسی مشهد